# The Oath (série télévisée)
Pour les articles homonymes, voir The Oath.
Production
Diffusion
The Oath est une série télévisée dramatique américaine diffusé en streaming, créée par Joe Halpin, diffusée depuis le 8 mars 2018 sur Crackle. La série comporte une distribution généraliste, avec des acteurs comme Ryan Kwanten, Katrina Law et Sean Bean. Le 24 avril 2018, Sony renouvelle la série pour une deuxième saison, dont la diffusion a débuté le 21 février 2019.

## Synopsis
The Oath décrit un monde de gangs divisé entre ceux qui « protègent » et ceux qui « corrompent ». La série met en lumière des sociétés corrompues et secrètes auxquelles il est presque impossible d'accéder. Seuls quelques privilégiés sont autorisés à y participer. Une fois à l'intérieur du gang, les membres se protègent les uns les autres, en particulier face aux ennemis extérieurs.

## Distribution

### Personnages principaux
- Ryan Kwanten : Steve Hammond
- Katrina Law : Karen Beach
- Cory Hardrict : Cole Hammond
- Joseph Julian Soria (en) : Pete Ramos
- Arlen Escarpeta : Damon Byrd (saison 1)
- Sean Bean : Tom Hammond (saison 1)
- Christina Milian : Christine Parks (saison 2)

### Personnages récurrents
- Elisabeth Röhm : Aria Price
- Robert Gosset : SAC Charles Ryder
- Isaac Keys (en) : G
- Kwame Patterson : Neckbone
- Billy Malone : Frank Albanese
- Sarah Dumont : Kate Miller
- Aaron Abrams : David Shankman
- Linda Purl : Gwenn Hammond
- Matt Gerald : Kilvinski
- Isabel Arraiza : Lourdes
- Michael Malarkey : Sam Foster
- Eve Mauro : Theresa Winters
- J. Anthony Pena : Carl Ortiz
- Markice Moore (en) : Cornell Barnes
- Leona Lewis : Amber Hall (saison 2)
- Zulay Henao : Carmen Velasquez (saison 2)
- Dilshad Vadsaria : Anaya Gil (saison 2)
- Sebastián Zurita (en) : Ricardo Velasquez (saison 2)
- Erik King : Pastor Greg (saison 2)
- Richard Burgi : Nathan Andrews (saison 2)
- Rich Paul : Eli Briggs (saison 2)
- Carlos Sanz (en) : Ignacio Velasquez (saison 2)
- Kevin Connolly : James Hoke (saison 2)
- Gilluis Pérez (en) : EMT Rivera (saison 1)

## Production

### Développement
Le 19 avril 2017, Crackle commande la première saison de la série composée de dix épisodes. La série est créée et écrite par Joe Halpin, qui sert également de showrunner et de producteur exécutif de la série aux côtés de Curtis Jackson, Todd Hoffman et Dennis Kim. Les sociétés de production de la série sont G-Unit Film & Television Inc. et Storied Media Group. Le 19 juin 2017, Jeff T.Thomas est annoncé comme directeur du premier épisode de la série. Le 30 novembre 2017 il est annoncé que la série serait présentée pour la première fois le 8 mars 2018.
Le 24 avril 2018, Crackle renouvelle la série pour une deuxième saison. Le 29 novembre 2018, la deuxième saison est annoncée pour le 21 février 2019.

### Attribution des rôles
En juin 2017, il est annoncé que Sean Bean, Arlen Escarpeta, Ryan Kwanten et Cory Hardrict avaient rejoint le casting principal de la série,,,.
En juillet 2017, Katrina Law, JJ Soria, Kwame Patterson, Elisabeth Röhm, Linda Purl, Michael Malarkey et Eve Mauro sont choisis pour des rôles secondaires,,. Il a également été annoncé en même temps que Sarah Dumont, Billy Malone, Aaron Abrams, Robert Gossett et Isaac Keys avaient été choisis pour des rôles récurrents,. Le 30 août 2017, J.Anthony Pena rejoint la série à titre de personnage récurrent. Le 14 septembre 2017, Isabel Arraiza est choisie pour un rôle récurrent.
Le 27 juin 2018, Christina Milian rejoint le casting en tant que personnage régulier, tandis que Leona Lewis et Zulay Henao sont sélectionnés pour des rôles récurrents. Le 19 juillet 2018, Dilshad Vadsaria, Sebastian Zurita, Erik King, Richard Burgi, Rich Paul et Carlos Sanz sont choisis pour des rôles récurrents et J.Anthony Pena revient dans la seconde saison.

### Tournage
L'affiche de la première saison est photographiée en juillet 2017 à Porto Rico. Le tournage de la deuxième saison commence en juillet 2018 à San Juan, à Porto Rico.

### Bandes d'annonces
Le 30 novembre 2017, la bande d'annonce de la série est publiée. Le 12 janvier 2018, une deuxième bande-annonce sort. Le 10 janvier 2019, la bande d'annonce de la deuxième saison est publiée

### Fiche technique
- Titre original : The Oath
- Création : Joe Halpin
- Production :
  - Todd Hoffman
  - Dennis Kim
  - Curtis Jackson
  - Anne Clements
  - Joe Halpin
  - Frances Lausell
  - Ryan Kwanten
- Société de distribution : Sony Pictures Television
- Pays d'origine :  États-Unis
- Langue originale : Anglais
- Genre : Dramatique
- Nombre de saisons : 2
- Nombre d'épisodes : 18
- Durée : 45 minutes
- Date de première diffusion : 8 mars 2018

## Épisodes
| Saison | Nombres d'épisodes | Sortie          |
| ------ | ------------------ | --------------- |
| 1      | 10                 | 8 mars 2018     |
| 2      | 8                  | 21 février 2019 |

### Saison 1 (2018)
| Épisode | Titre        | Directeur      | Scénariste                         | Sortie      |
| ------- | ------------ | -------------- | ---------------------------------- | ----------- |
| 1       | The Deal     | Jeff T. Thomas | Joe Halpin                         | 8 mars 2018 |
| 2       | Consequences | Jeff T. Thomas | Joe Halpin                         | 8 mars 2018 |
| 3       | Snag         | Luis Prieto    | Mark Valadez                       | 8 mars 2018 |
| 4       | Betrayal     | Luis Prieto    | J.F. Halpin                        | 8 mars 2018 |
| 5       | Payback      | Luis Prieto    | Joe Halpin                         | 8 mars 2018 |
| 6       | Allegiance   | Luis Prieto    | Kathy McCormick                    | 8 mars 2018 |
| 7       | Hunted       | Jeff T. Thomas | Kathy McCormick & Elizabeth Padden | 8 mars 2018 |
| 8       | Retribution  | Jeff T. Thomas | Noah Nelson                        | 8 mars 2018 |
| 9       | The Loss     | Jeff T. Thomas | Joe Halpin                         | 8 mars 2018 |
| 10      | Switch       | Jeff T. Thomas | Joe Halpin                         | 8 mars 2018 |

### Saison 2 (2019)
| Épisode | Titre       | Directeur      | Scénariste      | Sortie          |
| ------- | ----------- | -------------- | --------------- | --------------- |
| 11      | Revenge     | Jeff T. Thomas | Joe Halpin      | 21 février 2019 |
| 12      | Aftermath   | Jeff T. Thomas | Noah Nelson     | 21 février 2019 |
| 13      | Mano        | Kevin Connolly | Kathy McCormick | 21 février 2019 |
| 14      | Proposition | Kevin Connolly | J.F. Halpin     | 21 février 2019 |
| 15      | Succession  | Kevin Connolly | Pilar Golden    | 21 février 2019 |
| 16      | Judas       | Scott Mann     | Noah Nelson     | 21 février 2019 |
| 17      | Exodus      | Scott Mann     | Joe Halpin      | 21 février 2019 |
| 18      | Restitution | Scott Mann     | Joe Halpin      | 21 février 2019 |